# Уратьма
Уратьма (тат. Уратма) — река в России, протекает по Нижнекамскому району Татарстане. Впадает в Камский залив Куйбышевского водохранилища. Длина реки составляет 53 км. Площадь водосборного бассейна — 310 км². Устье располагается в 146,8 км по левому берегу Камского залива водохранилища на высоте 53 метра над уровнем моря.

## Притоки
- Прось[5] (правый)
- Манча[6] (левый)
- Кривая Речка[6][7](левый)
- Буткаман[6] (левый)
- Кшлау[8] (левый)

## Описание
Берёт начало в 3 км к северо-востоку от села Верхняя Уратьма на краю лесного массива Уратьминская Дача (высоты чуть более 230 м) у границ района.
Русло очень извилистое, имеется множество стариц. От истока и до выхода к пойме Камы местность в правобережье более высокая и крутая, чем левобережье.
В 8,5 км от устья по правому берегу впадает приток Прось.
Бассейн реки негусто заселён. Крупнейшие населённые пункты: Шереметьевка, Нижняя- и Верхняя Уратьма. Всего в бассейне (включая бассейн р. Прось) полностью или частично находятся 16 населённых пунктов Нижнекамского и Мамадышского районов с общим населением менее 4 тысяч человек (2010).
От истока до посёлка Поповка параллельно реке идёт автодорога «Заинск — Шереметьевка — Камские Поляны».

### Ход течения
Макаровское сельское поселение
От истока течёт на юго-запад, сворачивая у села Верхняя Уратьма на северо-запад к деревне Макаровка.
Нижнеуратьминское сельское поселение
Река течёт вдоль села Шакшино, через некоторое время правый берег покрывается лесом (вплоть до поймы Камы). Вскоре в селе Нижняя Уратьма река принимает левый приток Кшлау, сразу за селом — левый приток Буткаман, далее течёт мимо деревни Николаевка.
Шереметьевское сельское поселение
В селе Шереметьевка река принимает левый приток Кривая Речка. Затем сразу за автодорогой «Нижнекамск — Чистополь» река сворачивает на север и принимает левый приток Манча. Далее течёт по низине с густой растительностью мимо посёлка Поповка и, почти теряясь на местности, выходит в пойму Камы. Освободившись из зарослей, река принимает справа приток Прось, поворачивает на запад и делает два крутых поворота вправо и влево. Далее по пойменным старицам и заливам поворачивает на юго-запад и выходит к открытой воде водохранилища чуть выше посёлка Камские Поляны.

## Данные водного реестра
По данным государственного водного реестра России относится к Нижневолжскому бассейновому округу, водохозяйственный участок реки — Камский участок Куйбышевского водохранилища от устья Камы до пгт Камское Устье без рек Шешма и Волга, речной подбассейн реки — нет. Речной бассейн реки — Волга от верховий Куйбышевского водохранилища до впадения в Каспий.